# Prototetyda
Prototetyda – prehistoryczny ocean istniejący we wczesnym paleozoiku.

## Historia geologiczna
Prototetyda powstała po rozpadzie superkontynentu Pannocji. Ocean ten przylegał do północnoafrykańskiego i australijskiego obrzeża Gondwany, od zachodu granicząc z kontynentami Bałtyki i Syberii. Od północy łączył się z Panthalassą. Po wydarzeniach związanych z orogenezą kadomską u wybrzeża Gondwany, utworzonego przez mozaikę terranów, istniała granica zbieżna płyt, w której subdukcji ulegało dno Prototetydy. We wczesnym kambrze za łukiem kadomskim miała miejsce ekstensja i powstanie doliny ryftowej, co doprowadziło ostatecznie do otwarcia oceanu Reik, wraz z odłączeniem mikrokontynentu Awalonii od Gondwany. W środkowym ordowiku grzbiet śródoceaniczny Prototetydy został pochłonięty przez subdukcję, co oznaczało nieuchronne zamknięcie oceanu. W południowo-zachodniej części zamknęła go kolizja Awalonii z Bałtyką, zapoczątkowując kaledońskie ruchy górotwórcze. W północno-wschodniej części zamknęło go zderzenie z Gondwaną wąskiego terranu Serindii, jego miejsce „zajął” Ocean Azjatycki, który rozwinął się w basenie załukowym u wybrzeży Syberii; zdarzenie to opóźniło oddzielenie azjatyckich terranów huńskich od Gondwany. Zderzenie europejskich, a następnie azjatyckich terranów huńskich z Laurosją i Syberią zamknęło Reik i Ocean Azjatycki, ich miejsce zajęła Paleotetyda.